# Calenia flava
Calenia flava är en lavart som beskrevs av Lücking, Sérus. & Sipman. Calenia flava ingår i släktet Calenia och familjen Gomphillaceae.   Inga underarter finns listade i Catalogue of Life.